# NGC 3278
NGC 3278 est une galaxie spirale située dans la constellation de la Machine pneumatique. NGC 3278 a été découverte par l'astronome britannique John Herschel en 1835.

## Caractéristiques

### Distance
Sa vitesse par rapport au fond diffus cosmologique est de 3 268 ± 43 km/s, ce qui correspond à une distance de Hubble de 48,2 ± 3,4 Mpc (∼157 millions d'al).
À ce jour, quatre mesures non basées sur le décalage vers le rouge (redshift) donnent une distance de 39,675 ± 0,789 Mpc (∼129 millions d'al), ce qui est à l'extérieur des valeurs de la distance de Hubble. Notons que c'est avec la valeur moyenne des mesures indépendantes, lorsqu'elles existent, que la base de données NASA/IPAC calcule le diamètre d'une galaxie et qu'en conséquence le diamètre de NGC 3278 pourrait être d'environ 24,5 kpc (∼79 900 al) si on utilisait la distance de Hubble pour le calculer.

### Luminosité
La classe de luminosité de NGC 3278 est III et elle présente une large raie HI. Elle renferme également des régions d'hydrogène ionisé.
La de luminosité la galaxie NGC 3278 dans l'infrarouge lointain (de 40 à 400 µm)  est égale à 2,82 × 1010 {\displaystyle L_{\odot }} (1010,45{\displaystyle L_{\odot }}) et sa luminosité totale dans l'infrarouge (de 8 à 1 000 µm) est de 3,89 × 1010 {\displaystyle L_{\odot }} (1010,59{\displaystyle L_{\odot }}).

## Supernova
La supernova SN 2009bb a été découverte dans NGC 3278 le 21 mars 2009 dans le cadre du programme de recherche de supernovas CHASE (CHilean Automatic Supernova sEarch). Cette supernova était de type Ic.